# Amadou & Mariam
Amadou & Mariam sono una coppia di musicisti del Mali; Amadou Bagayoko (Bamako, 24 ottobre 1954 – 4 aprile 2025) è chitarrista e cantante, Mariam Doumbia (Bamako, 25 aprile 1958) è cantante. Il duo, conosciuto come la coppia cieca dal Mali, si formò all'Istituto per giovani ciechi del Mali, dove Bagayoko e Doumbia si conobbero e condivisero la passione per la musica.
Lo stile musicale della coppia è basato su contaminazioni tra musiche tradizionali maliane e chitarre rock, violini siriani, trombe cubane e altri strumenti tradizionali di Egitto, Colombia, India e altri paesi. Il genere viene spesso chiamato african blues.

## Storia
Tra il 1974 e il 1980 Amadou suonava con i Les Ambassadeurs du Hotel. Negli anni ottanta sposò Mariam e diede inizio a una carriera musicale insieme a lei, pur senza interrompere la propria attività solista o la realizzazione del programma musicale in cui era impegnato presso l'istituto per ciechi dove aveva conosciuto sua moglie.
Nel 1985 la coppia aveva raggiunto un certo successo anche fuori dal Mali, e iniziò un tour nel Burkina Faso. L'anno seguente si trasferirono in Costa d'Avorio e in Nigeria per effettuare alcune registrazioni e successivamente a Parigi per registrare il primo album, Sou Ni Tile, ben accolto dalla critica francese.
Nel 2003 Amadou e Mariam entrarono in contatto con Manu Chao, che si propose di produrre il loro album Dimanche à Bamako (2004). Il lavoro, che vede anche la partecipazione di Manu Chao come guest star, ebbe un grande successo internazionale.
Nel 2006 hanno registrato insieme a Herbert Grönemeyer, un famoso artista tedesco, l'inno ufficiale dei Mondiali di calcio Germania 2006; la canzone ha raggiunto la prima posizione nella classifica tedesca nel periodo dei mondiali.
Due anni dopo hanno pubblicato l'album Welcome to Mali, il brano di apertura e primo singolo estratto intitolato Sabali è stato prodotto da Damon Albarn
Nel 2011 compaiono come ospiti nella canzone La bella vita (La belle vie) del disco Ora di Jovanotti.
Amadou Bagayoko è morto il 4 aprile 2025 all'età di 70 anni.

## Discografia
- 1995 - Les années maliennes
- 1998 - Sou Ni Tile
- 1999 - Tjé Ni Mousso
- 2002 - Wati
- 2004 - Dimanche à Bamako
- 2005 - Je pense à Toi (Raccolta)
- 2008 - Welcome to Mali
- 2009 - The Magic Couple
- 2012 - Folila
- 2017 - Confusion